# جونكو ميزونو
جونكو ميزونو (باليابانية: 水野純子؛ بالكانا: みずの じゅんこ) هي رسامة توضيحية ومانغاكا وفنانة يابانية، ولدت في 27 مايو 1973 في إيتاباشي في اليابان.

## روابط خارجية
- جونكو ميزونو على موقع ANN person (الإنجليزية)